# Éomer
Éomer is een personage uit de trilogie In de Ban van de Ring, een boek van de Britse schrijver J.R.R. Tolkien.
Éomer is een neef van moederszijde van Théoden, koning van Rohan. Zijn moeder Théodwyn was de favoriete zus van Théoden. 
Éomer en zijn zuster Éowyn werden na de dood van hun ouders Éomund en Théodwyn opgenomen in het moederloze gezin van Théoden.
Éomer werd geboren in 2991 van de Derde era, en stierf in het 63ste jaar van de Vierde era. Hij was 3de maarschalk, maar na de dood van zijn neef, Théodred, werd hij 2de maarschalk van Rohan, en werd op de Velden van Pelennor tot koning van Rohan benoemd door Théoden, die dodelijk gewond was geraakt.
Hij onderscheidde zich als groot leider in de Slag van de Hoornburg, op de Velden van Pelennor, en voor de Morannon, de Zwarte Poort van Mordor.
Éomer werd in 3019 de 18de koning van Rohan en hij werd in die tijd Éadig, de gezegende, genoemd omdat tijdens zijn regering Rohan herstelde van de oorlogen en tot bloei kwam.
In 3020 van de Derde era trouwde hij met prinses Lothíriel van Dol Amroth, die hem snel een zoon en opvolger schonk, Elfwine de Schone genaamd.
Zijn paard heette Vuurvoet, genoemd naar zijn snelheid, hij was een afstammeling van Felaróf. Zijn huidskleur was grijs.
Het zwaard van Éomer heette Gúthwinë, deze naam verwijst in het oud-Engels naar: guð (oorlog, veldslag) en winë (vriend).